# Gustav Hohenadl
Gustav Hohenadl (* 9. April 1816 in Amberg; † 17. Dezember 1879 in Augsburg) war ein deutscher Richter und Politiker im Königreich Bayern.

## Leben
Hohenadls Eltern waren der Amberger Stadtapotheker Konrad Hohenadl und seine Frau Katharina geb. Thoma. Nach dem Abitur am Königlichen Gymnasium Amberg studierte er an der Ludwig-Maximilians-Universität München Rechtswissenschaft. Am 29. Januar 1836 gehörte er zu den sechs Stiftern des Corps Franconia München. Er klammerte zweimal die Dritte und zweimal die Erste Charge. Am 3. August 1837 philistriert und noch keine 22 Jahre alt, wurde er zum Ehrenmitglied des Corps gewählt. Er bestand 1844 das Staatsexamen und ging zunächst als Advokat nach Wegscheid. Richter und Staatsanwalt war er an den Kreis- und Stadtgerichten Amberg, Landshut, Straubing und Passau sowie am Bezirksgericht Amberg und am Bezirksgericht Augsburg, in Augsburg auch Vorstand des Handelsgerichts. 1867 kam er Als Oberstaatsanwalt kam er an das Appellationsgericht für Mittelfranken (1867) und das Appellationsgericht in Nürnberg (1873). Im September 1877 wurde er als Präsident des Kgl. Bayerischen Oberlandesgerichts Augsburg berufen. Als Nationalliberaler saß er ab 1856 mehrere Jahre in der Kammer der Abgeordneten. „Er war ein genial veranlagter Mensch mit großem dichterischen Talent. So hat er Franconias erstes Bundeslied gedichtet.“ Verheiratet war er mit einer Baronesse von Podewils. Er starb mit 63 Jahren im Amt.

## Ehrungen
- Ehrenmitglied des Corps Franconia München (29. Januar 1838)
- Orden vom Heiligen Michael, Ritterkreuz I. Klasse